# ویرا پودهانیووا
ویرا پودهانیووا (اسلواکی: Viera Podhányiová؛ زادهٔ ۱۹ سپتامبر ۱۹۶۰) بازیکن هاکی روی چمن اهل چکسلواکی بود.